# Table des Marchand
La Table des Marchand (lit. 'Mesa de los Comerciantes') (en bretón: An Daol Varchant) es un gran dolmen en el sitio megalítico de Locmariaquer  (le Groh), en el departamento francés de Morbihan. El nombre proviene del patronímico de una familia vinculado a este lugar.
Propiedad del Estado, el dolmen, también conocido como Table-des-Marchands, ha sido clasificado como monumento histórico desde 1889.

## Historia

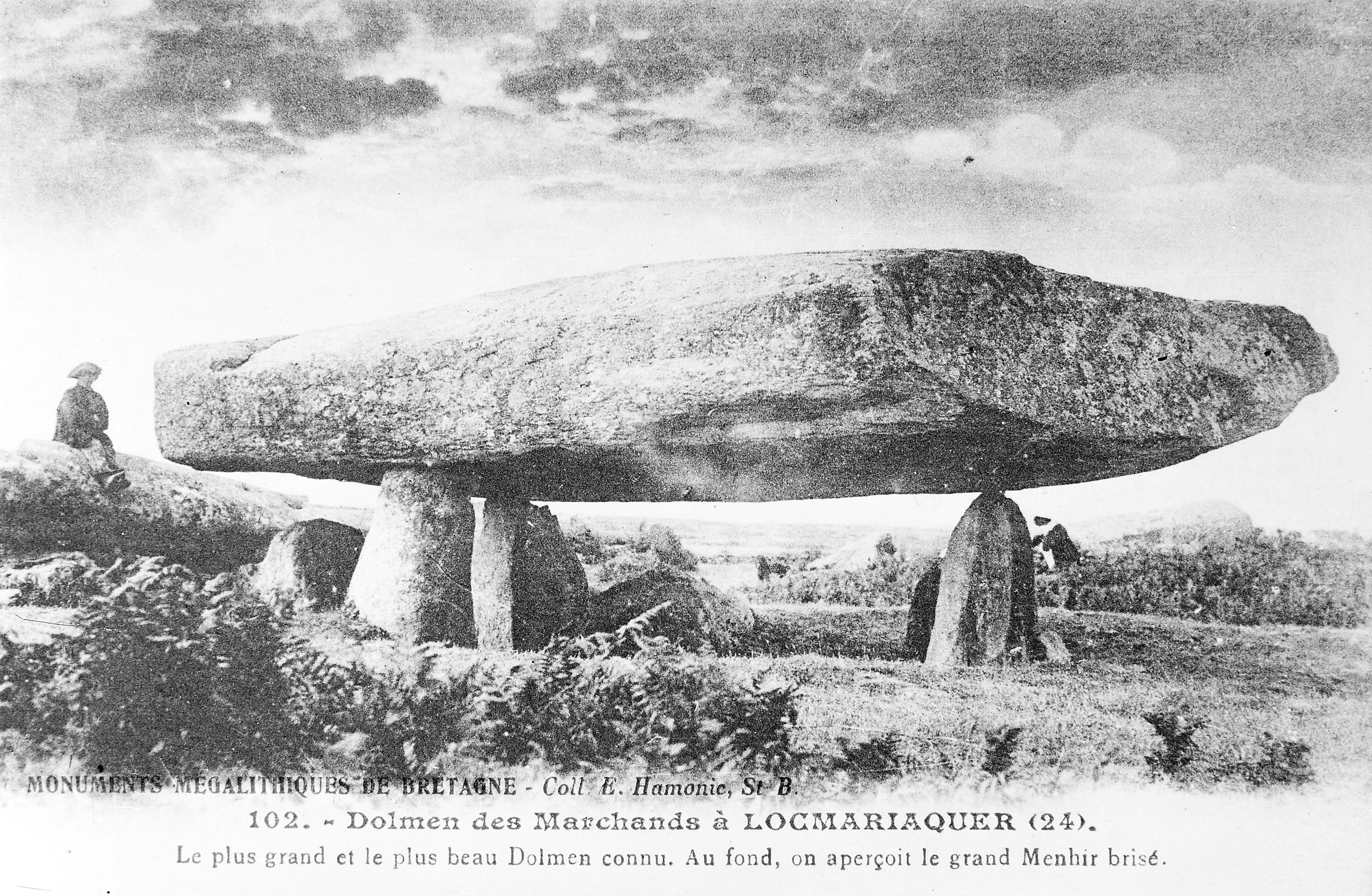
Dolmen de los marchands. De la Collection Hamonic, Monumnets Megalithiques de Bretagne.

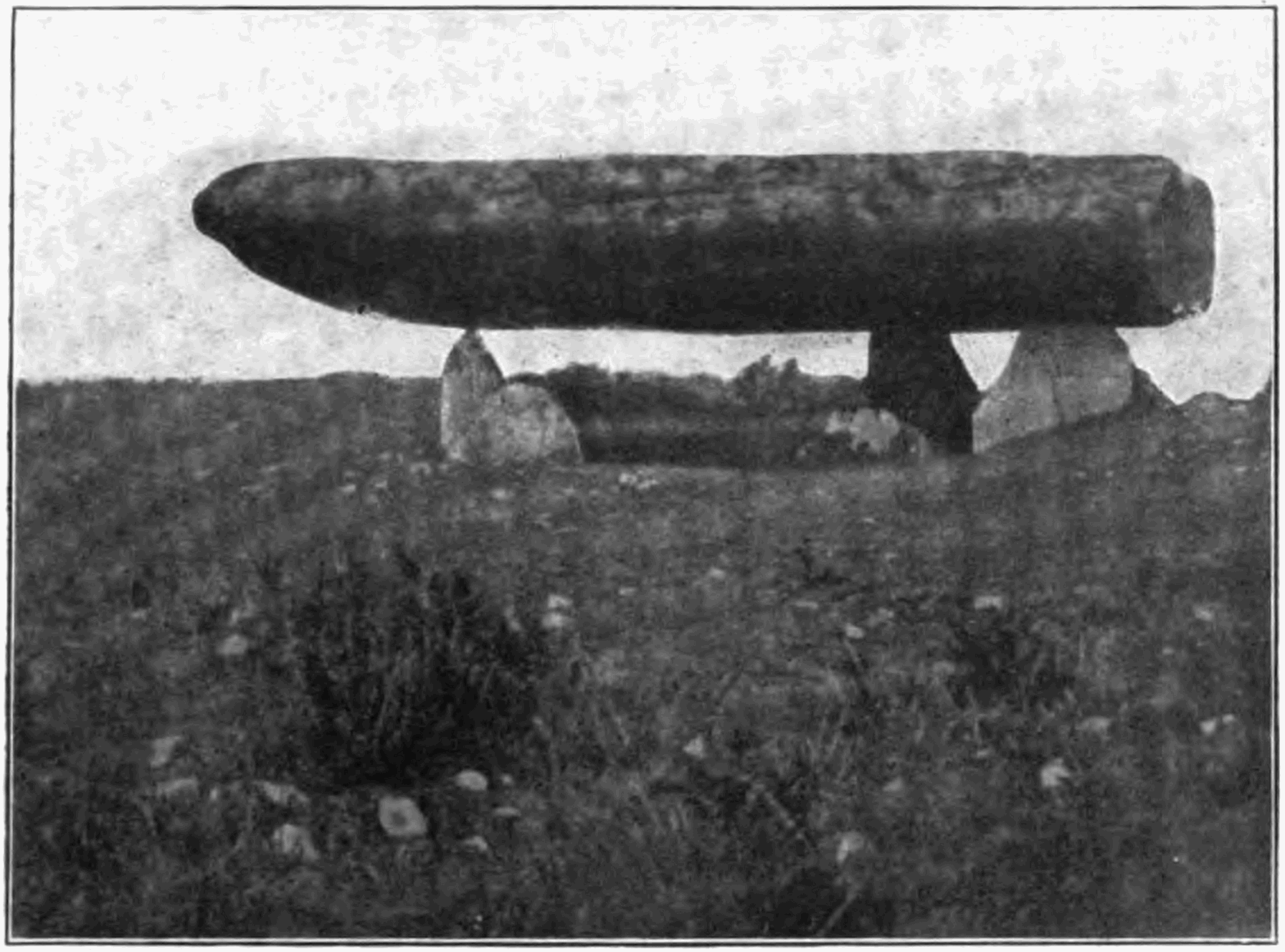
El dolmen en 1909

La construcción del dolmen y del cairn data de comienzos del IV milenio a. C.; la datación seleccionada está entre 3900 y 3800 a. C.. Es una tumba de corredor completada por una cámara funeraria, el conjunto originalmente formaba un cairn. De orientación norte-sur, el monumento tiene una longitud de aproximadamente 12 m, el corredor una longitud de  7 m con una altura a la entrada de 1,4 m; la cámara poligonal tiene una altura de 2,5 m.
Las primeras excavaciones datan de 1811, pero los objetos que entonces se descubrieron se perdieron. En ese momento, el monumento parecía una losa plana descansando sobre tres pilares. Fue restaurado en 1883 y otra vez estudiado y consolidado por Zacharie Le Rouzic en 1937. Después de una investigación en 1985 y una restauración en 1991, el conjunto ha tomado la forma de un cairn.

## Descripción

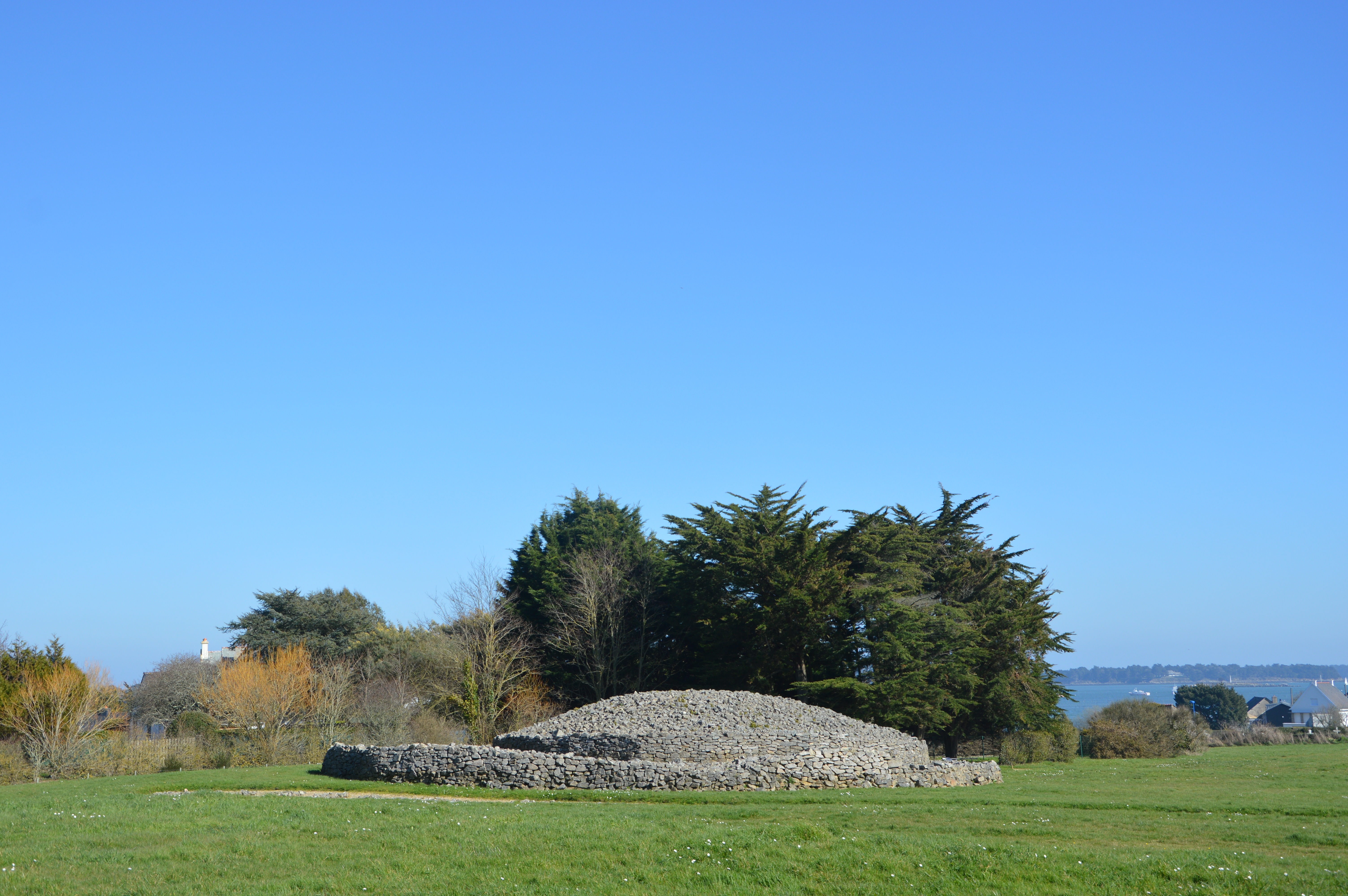
Vista lejana del monumento

Presumiblemente utilizado durante varios siglos, el monumento se compone de dos losas grabadas. La entrada está en el lado sureste.
La losa de la cabecera que constituye el fondo de la cámara funeraria estaba en origen al aire libre y constituía un monumento autónomo; la «stèle aux crosses» ['estela de los báculos'] en gres está decorada en ambas caras, la del interior de la cámara muestra a una diosa madre con abundante cabellera y en forma humana esquematizada en escudo. Este escudo tiene cuatro filas de báculos. orientados a izquierda y simétricamente. La cara externa no es visible. El conjunto del megalito fue construido después, a partir y alrededor de esta primera estela que da al río de Auray. Los báculos son un augmentativo del poder, probablemente entregan un mensaje de advertencia a quienes se acercan a la península.
La segunda losa de cobertura constituye el techo de la cámara; mide  7 m de largo, 4 m de ancho y 0,8 m de espesor y pesa aproximadamente 65 toneladas. Esta losa de ortogneises está decorada con un hacha emangada (con su hoja pulida, su talón agudo y su filo bastante amplio), un báculo, y en la parte inferior, del tren delantero de un bóvido, caracterizado por un hocico ancho, el cogote corto, el lomo derecho y la grupa angular. Es una parte de un bloque tabular roto, del cual otra parte fue transportada por mar sobre el cairn de Gavrinis, distante unos 5 kilómetros (se encuentran sobre la losa de cobertura los cuernos y la espina dorsal del bóvido), y otra más, en el túmulo de Er Grah, ubicado a pocos metros de la Table des Marchands; los motivos decorativos se complementan perfectamente.

Table des Marchand
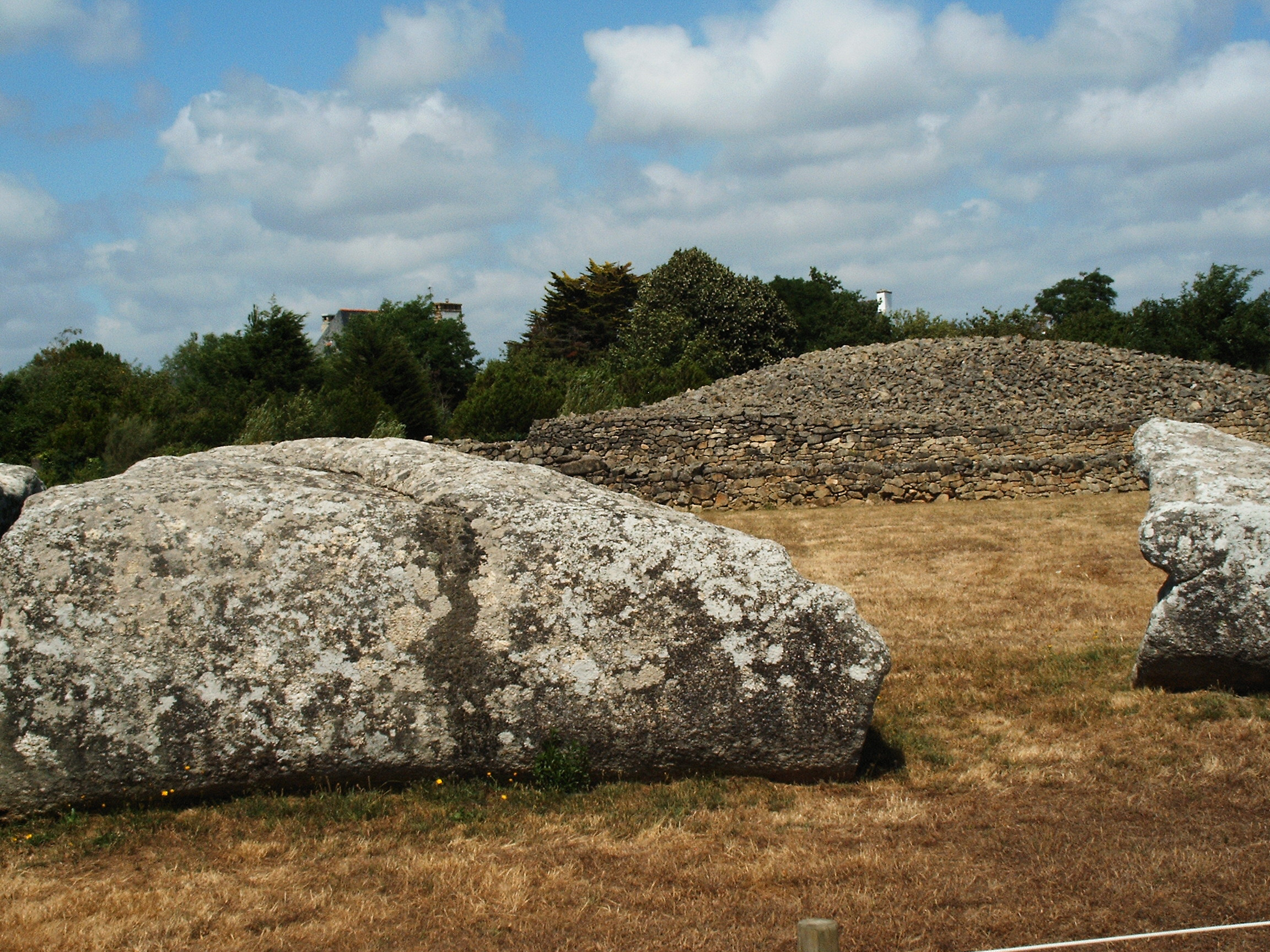
Gran Menhir y la colina reconstruida de la Table des Marchand
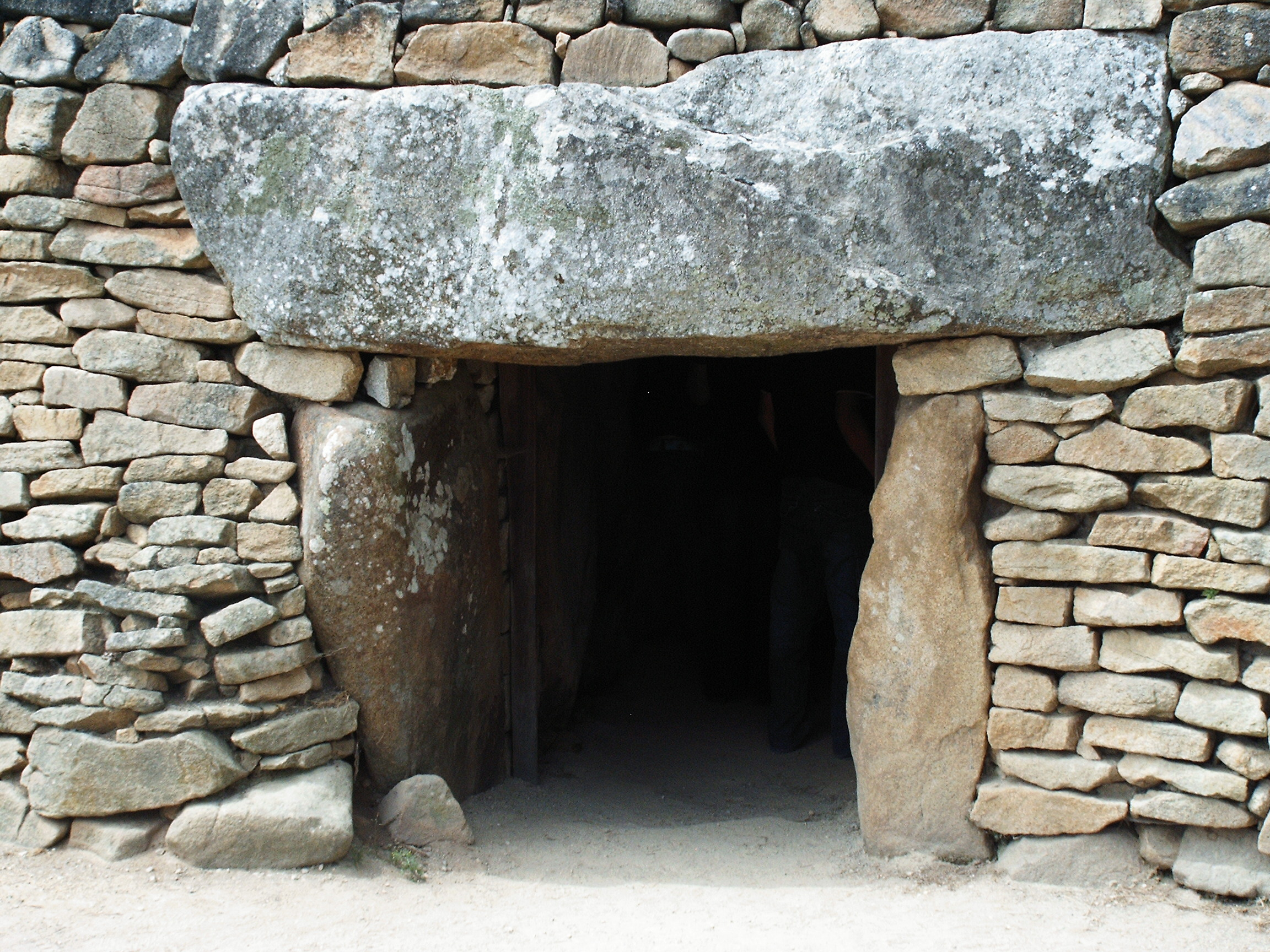
Entrada de la Table des Marchand
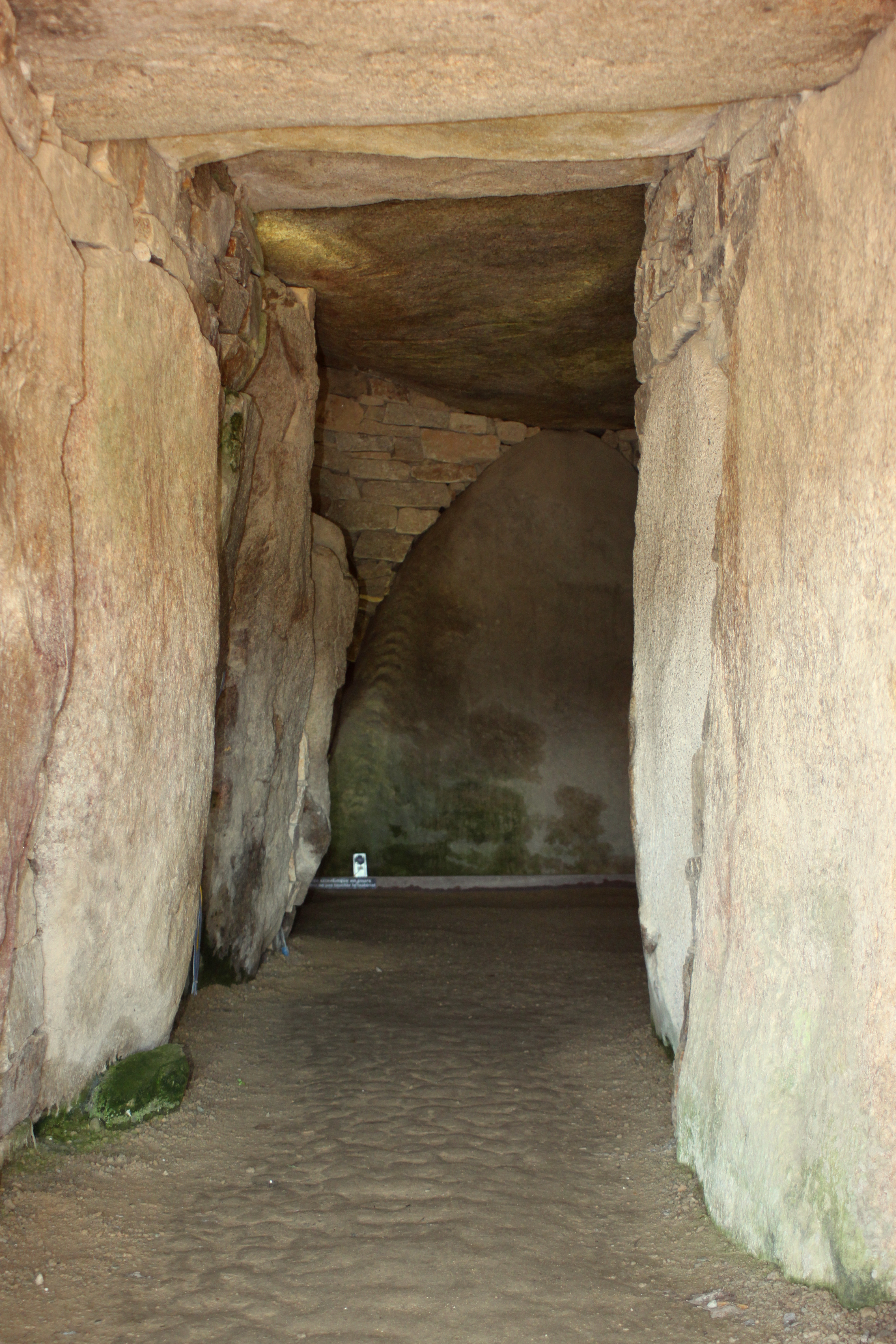
Corredor interior
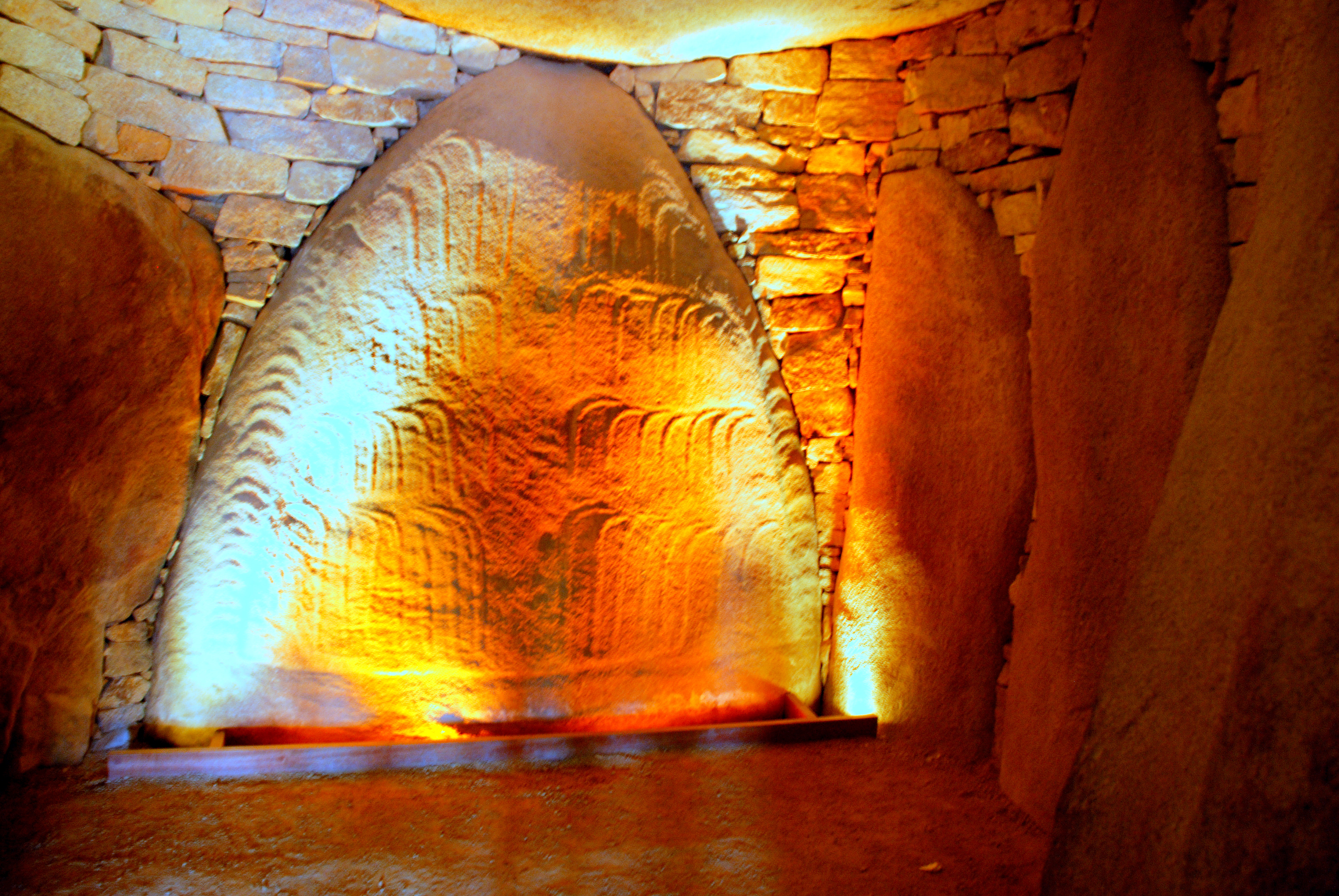
Interior iluminado del cairn
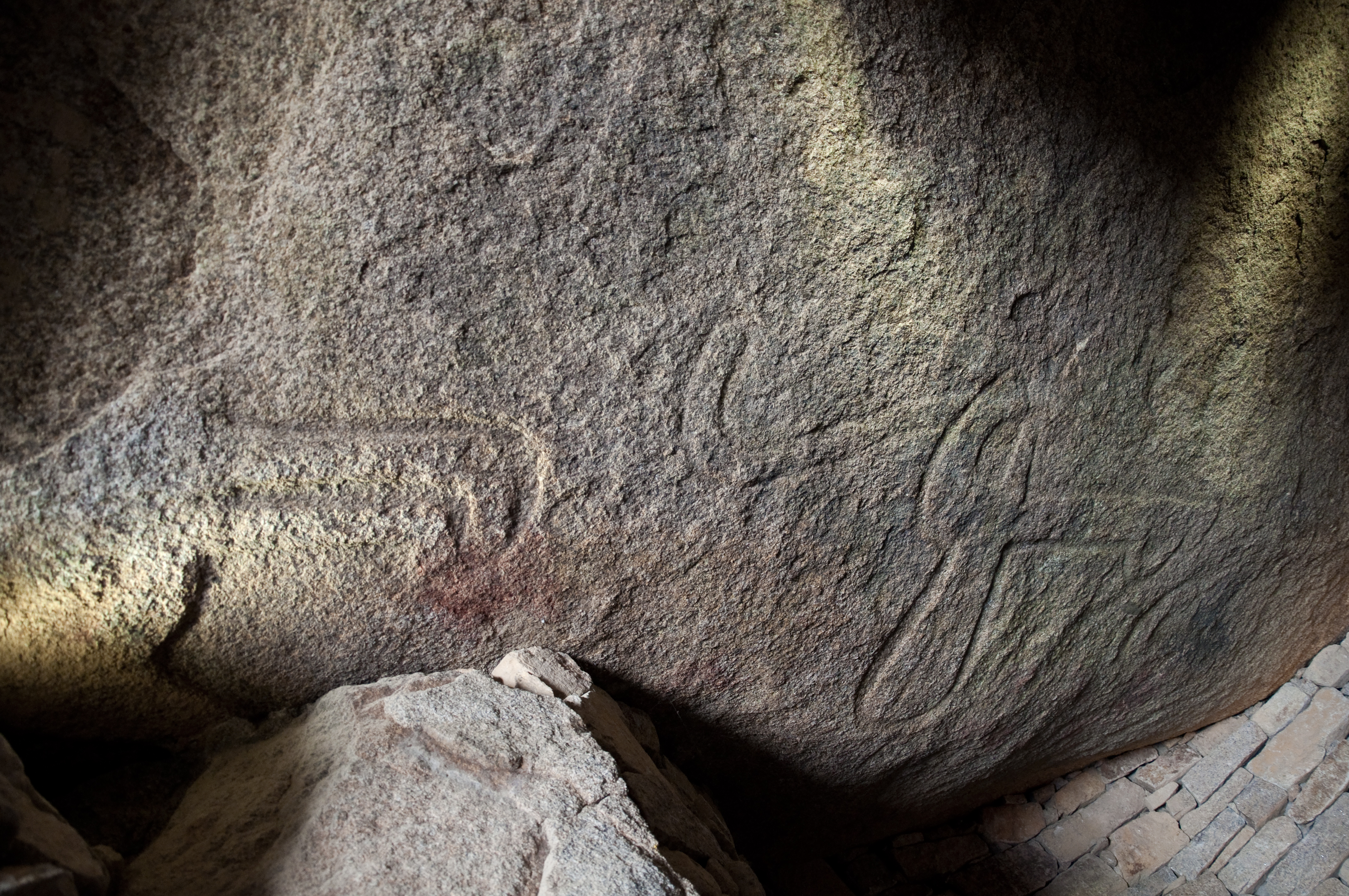
La losa de cobertura grabada de la Table des Marchand